# Carmenta arizonae
Carmenta arizonae là một loài bướm đêm thuộc họ Sesiidae. Nó được Beutenmüller miêu tả năm 1898. Loài này có ở Arizona.